# Contarinia scirpi
Contarinia scirpi är en tvåvingeart som beskrevs av Harris 1979. Contarinia scirpi ingår i släktet Contarinia och familjen gallmyggor. Inga underarter finns listade i Catalogue of Life.